# Stryjów (Kraków)
Stryjów – obszar Krakowa wchodzący w skład Dzielnicy XVIII Nowa Huta, dawna wieś. W 1951 r. został przyłączony do miasta.